# Elipse inscrita de Steiner

A elipse inscrita de Steiner. De acordo com o teorema de Marden, dado o triângulo de vértices (1,7), (7,5) e (3,1), os focos da elipse inscrita são (3,5) e (13/3,11/3), uma vez que
Dx(1 + 7i − x)(7 + 5i − x)(3 + I − x) = (13/3 + 11/3i − x)(3 + 5i − x).

Em geometria, a elipse inscrita de Steiner de um triângulo é a única elipse inscrita do triângulo que é tangente aos lados em seus ponto médios. É um exemplo de cônica inscrita. Por comparação, o círculo inscrito de um triângulo é outra cônica inscrita que é tangente aos lados, mas não necessariamente aos ponto médios. A elipse inscrita de Steiner é atribuída por Dörrie a Jakob Steiner, e uma prova de sua unicidade é fornecida por Kalman.
A elipse inscrita de Steiner contrasta com a elipse circunscrita de Steiner, também chamada simplesmente de elipse de Steiner, que é a única elipse que toca um triângulo dado em seus vértices e cujo centro é o centroide do triângulo.

## Propriedades
O centro de uma elipse inscrita de Steiner é o centroide do triângulo — a intersecção das medianas do triângulo.
A elipse inscrita de Steiner de um triângulo tem área maior do que qualquer outra elipse inscrita desse triângulo; como a maior elipse inscrita, ela é o elipsoide de John do triângulo. Sua área é {\displaystyle {\tfrac {\pi }{3{\sqrt {3}}}}} vezes a área do triângulo. Assim sua área é um quarto da elipse circunscrita de Steiner. 